# Lasse Arnesen
Lasse Arnesen (Oslo, 18 gennaio 1965) è un ex sciatore alpino norvegese.

## Biografia
Specialista delle prove veloci, Arnesen debuttò in campo internazionale in occasione dei Mondiali juniores di Sestriere 1983; in Coppa del Mondo ottenne il primo piazzamento il 21 gennaio 1985 a Wengen in combinata (9º) e ottenne come migliori risultati 5 quarti posti (il primo 14 dicembre 1990 in Val Gardena in discesa libera, l'ultimo il 17 gennaio 1992 a Kitzbühel nella medesima specialità). Prese parte a una rassegna olimpica, Albertville 1992, dove si classificò 8º nella discesa libera e 10º nella combinata, e a una iridata, Morioka 1993, dove fu 38º nella discesa libera. Prese per l'ultima volta il via in Coppa del Mondo l'11 marzo 1995 a Kvitfjell in discesa libera (32º); inattivo dal termine della stagione 1995-1996, tornò brevemente alle gare nel 2011 e la sua ultima gara in carriera fu una discesa libera FIS disputata il 21 gennaio a Hafjell.

## Palmarès

### Coppa del Mondo
- Miglior piazzamento in classifica generale: 22º nel 1992

### Campionati norvegesi
- 16 medaglie[senza fonte] (dati dalla stagione 1982-1983):
  - 4 ori (combinata nel 1986; combinata nel 1987; discesa libera nel 1988; discesa libera nel 1992)[1]
  - 6 argenti (discesa libera nel 1983; discesa libera, slalom speciale nel 1987; slalom gigante nel 1990; combinata nel 1993; discesa libera nel 1994)
  -  6 bronzi (combinata nel 1983; combinata nel 1984; slalom speciale nel 1986; supergigante nel 1988; discesa libera nel 1990; supergigante nel 1994)[senza fonte]